# Габріел Попеску
Габріел Попеску (рум. Gabriel Popescu, нар. 25 грудня 1973, Крайова) — румунський футболіст, що грав на позиції півзахисника.
Виступав, зокрема, за клуб «Валенсія», а також національну збірну Румунії.
Володар Кубка Іспанії з футболу. Чемпіон Румунії. Володар Кубка Інтертото. 

## Клубна кар'єра
У дорослому футболі дебютував 1992 року виступами за команду клубу «Електропутере» (Крайова), в якій провів два сезони, взявши участь у 65 матчах чемпіонату. 
Згодом з 1994 по 1998 рік грав у складі команд клубів «Університатя» (Крайова) та «Саламанка». Протягом цих років виборов титул володаря Кубка Інтертото.
Своєю грою за останню команду привернув увагу представників тренерського штабу клубу «Валенсія», до складу якого приєднався 1998 року. Відіграв за валенсійський клуб наступний сезон своєї ігрової кар'єри. Більшість часу, проведеного у складі «Валенсії», був основним гравцем команди.
Протягом 1999—2005 років захищав кольори клубів «Нумансія», «Динамо» (Бухарест), «Націонал», «Сувон Самсунг Блюуїнгз» та «Націонал». Протягом цих років додав до переліку своїх трофеїв титул чемпіона Румунії.
Завершив професійну ігрову кар'єру у клубі «ДЖЕФ Юнайтед», за команду якого виступав протягом 2005 року.

## Виступи за збірну
У 1996 році дебютував в офіційних матчах у складі національної збірної Румунії. Протягом кар'єри у національній команді, яка тривала усього 3 роки, провів у формі головної команди країни 14 матчів, забивши 1 гол.
У складі збірної був учасником чемпіонату світу 1998 року у Франції.

## Титули і досягнення
- Володар Кубка Іспанії з футболу (1):

«Валенсія»: 1998–99
- Чемпіон Румунії (1):

«Динамо» (Бухарест): 1999–00
- Володар Кубка Інтертото (1):

«Валенсія»: 1998
- Володар Кубка Джей-ліги (1):

«ДЖЕФ Юнайтед Ітіхара Тіба»: 2005